# Maison d'arrêt de la rue de Sèvres
La maison d'arrêt de la rue de Sèvres est une ancienne maison d'arrêt utilisée pendant la Révolution française.
Cet hospice ne laissa la place à l'hôpital Läennec qu'en 1878. Elle fut une prison pendant la Révolution. La veuve du cordonnier Antoine Simon, chargée de la garde du petit Louis XVII au Temple, fut admise comme indigente en 1796. Elle y mourut en 1819, Affirmant qu'un autre enfant avait été substitué au petit roi dans la prison[réf. nécessaire].

## Sources
- Mémoires sur les prisons: Maison d'arrêt de Port-Libre publié par Saint-Albin Berville, François Barrière (lire en ligne)